# Elizabeth Stephen
Elizabeth Stephen (* 12. Januar 1987 in Barre (Vermont)) ist eine ehemalige US-amerikanische Skilangläuferin.

## Werdegang
Von 2004 bis 2009 nahm Stephen vorwiegend am Nor-Am Cup und der US Super Tour teil. Bei den US-amerikanischen Skilanglaufmeisterschaften 2006 in Soldier Hollow holte sie Gold über 5 km Freistil und Bronze über 10 km klassisch. Ihr Weltcupdebüt hatte sie im Februar 2007 in Davos. Dort belegte sie den 48. Platz über 10 km Freistil. Bei den US-amerikanischen Skilanglaufmeisterschaften 2008 in Houghton gewann sie Silber über 5 km Freistil zweimal Gold in Fairbanks im 15-km-Verfolgungsrennen und 30 km Massenstart. Bei den U23-Weltmeisterschaften 2008 in Mals holte sie Bronze im 15-km-Massenstartrennen. Bei den US-amerikanischen Skilanglaufmeisterschaften 2009 in Anchorage bekam sie Bronze über 5 km Freistil und zweimal Gold in Fairbanks im 7,5-km-Verfolgungsrennen und dem 30-km-Massenstartrennen. Ihre besten Platzierungen bei den Nordischen Skiweltmeisterschaften 2009 in Liberec waren der 15. Platz im 15-km-Skiathlonrennen und der 13. Platz mit der Staffel. Erstmals Weltcuppunkte holte sie in der Saison 2008/09 in Vancouver mit dem 24. Platz im Skiathlon.
Bei der US-amerikanischen Skilanglaufmeisterschaft 2010 in Anchorage konnte sie Bronze über 10 km Freistil gewinnen. Ihre beste Platzierung bei den Olympischen Winterspielen 2010 in Vancouver war der 49. Rang über 10 km Freistil. Bei den US-amerikanischen Skilanglaufmeisterschaften 2011 in Rumford holte sie Gold über 20 km Freistil. Den 16. Platz im 30-km-Massenstartrennen und den neunten Platz in der Staffel waren ihre besten Resultate bei den nordischen Skiweltmeisterschaften 2011 in Oslo. In der nachfolgenden Saison nahm sie an der Tour de Ski teil, den sie auf den 24. Platz beendete. Bei den US-amerikanischen Skilanglaufmeisterschaften 2012 in Craftsbury gewann sie Bronze im 30-km-Massenstartrennen.
In der Saison 2012/13 erreichte sie den 15. Platz bei der  Tour de Ski. Mit einem achten Platz in Skiathlon und einem neunten Platz im 30-km-Massenstartrennen schaffte sie erstmals im Weltcup Platzierungen unter den besten zehn. Bei den Nordischen Skiweltmeisterschaften 2013 im Val di Fiemme erreichte sie den fünften Platz über 10 km Freistil und den vierten Platz mit der Staffel. In der Saison 2013/14 belegte sie den siebten Platz bei der  Tour de Ski. Ihre besten Platzierungen bei den Olympischen Winterspielen 2014 in Sotschi waren der 12. Platz in Skiathlon und der neunte Platz mit der Staffel. Sie beendete die Saison mit dem 17. Platz in der Weltcup-Gesamtwertung und den 15. Platz in der Distanzwertung. Bei den US-amerikanischen Skilanglaufmeisterschaften 2014 in Kincaid konnte sie Silber im 30-km-Massenstart gewinnen.
Nach schwachen Beginn in die Saison 2014/15 mit dem 29. Platz bei der Nordic Opening in Lillehammer errang sie bei der Tour de Ski 2015 den fünften Gesamtrang. Beim folgenden Weltcuprennen in Rybinsk kam sie über 10 km Freistil auf den zweiten Platz. Ihre besten Platzierungen bei den Nordischen Skiweltmeisterschaften 2015 in Falun waren der zehnte Platz über 10 km Freistil und der vierte Rang mit der Staffel. Die Saison beendete sie auf dem zehnten Platz im Gesamtweltcup und dem siebten Rang in der Distanzwertung. Nach Platz 59 bei der Nordic Opening in Ruka zu Beginn der Saison 2015/16, belegte sie in Lillehammer den dritten Platz mit der Staffel. Bei der Tour de Ski 2016 errang sie den 19. Platz. Dabei lief sie bei der Abschlussetappe im Fleimstal die drittschnellste Zeit. Beim folgenden Weltcup in Nové Město wurde sie Zweite mit der Staffel. Zum Saisonende erreichte sie den 33. Platz im Gesamtweltcup.
Im Sommer 2016 gewann sie beim Australia/New-Zealand-Cup in Snow Farm über 5 km Freistil. In der Weltcupsaison 2016/17 belegte sie den 38. Platz bei der Weltcup-Minitour in Lillehammer und den 14. Rang bei der Tour de Ski 2016/17. Dabei lief bei der Abschlussetappe die zweitschnellste Zeit. Im Februar 2017 errang sie beim Weltcup in Pyeongchang den zweiten Platz im Skiathlon. Bei den Nordischen Skiweltmeisterschaften 2017 in Lahti erzielte sie den 25. Platz im 30-km-Massenstartrennen, den 20. Rang im Skiathlon und den vierten Platz mit der Staffel. Die Saison beendete sie auf dem 28. Platz im Gesamtweltcup und auf dem 22. Rang im Distanzweltcup. Nach Platz 56 beim Ruka Triple zu Beginn der Saison 2017/18, errang sie den 16. Platz bei der Tour de Ski 2017/18. Beim Saisonhöhepunkt, den Olympischen Winterspielen 2018 in Pyeongchang lief sie auf den 30. Platz über 10 km Freistil. Beim Weltcupfinale in Falun errang sie den 50. Platz. Nach der Saison beendete sie ihre Karriere.

## Teilnahmen an Weltmeisterschaften und Olympischen Winterspielen

### Olympische Spiele
- 2010 Vancouver: 49. Platz 10 km Freistil, 57. Platz 15 km Skiathlon
- 2014 Sotschi: 9. Platz Staffel, 12. Platz 15 km Skiathlon, 24. Platz 30 km Freistil Massenstart
- 2018 Pyeongchang: 30. Platz 10 km Freistil

### Nordische Skiweltmeisterschaften
- 2009 Liberec: 13. Platz Staffel, 15. Platz 15 km Skiathlon, 17. Platz 30 km Freistil Massenstart, 39. Platz Sprint Freistil
- 2011 Oslo: 9. Platz Staffel, 16. Platz 30 km Freistil Massenstart, 24. Platz 15 km Skiathlon
- 2013 Val di Fiemme: 4. Platz Staffel, 5. Platz 10 km Freistil, 16. Platz 30 km klassisch Massenstart, 20. Platz 15 km Skiathlon
- 2015 Falun: 4. Platz Staffel, 10. Platz 10 km Freistil, 11. Platz 15 km Skiathlon, 11. Platz 30 km klassisch Massenstart
- 2017 Lahti: 4. Platz Staffel, 20. Platz 15 km Skiathlon, 25. Platz 30 km Freistil Massenstart

## Platzierungen im Weltcup

### Weltcup-Statistik
Die Tabelle zeigt die erreichten Platzierungen im Einzelnen.
- 1.–3. Platz: Anzahl der Podiumsplatzierungen
- Top 10: Anzahl der Platzierungen unter den ersten zehn
- Punkteränge: Anzahl der Platzierungen innerhalb der Punkteränge
- Starts: Anzahl gelaufener Rennen in der jeweiligen Disziplin
- Hinweis: Bei den Distanzrennen erfolgt die Einordnung gemäß FIS.

| Platzierung         | Distanzrennen a | Distanzrennen a | Distanzrennen a | Distanzrennen a | Distanzrennen a | Skiathlon Verfolgung | Sprint | Etappen- rennen b | Gesamt | Team   | Team    |
| Platzierung         | ≤ 5 km          | ≤ 10 km         | ≤ 15 km         | ≤ 30 km         | > 30 km         | Skiathlon Verfolgung | Sprint | Etappen- rennen b | Gesamt | Sprint | Staffel |
| ------------------- | --------------- | --------------- | --------------- | --------------- | --------------- | -------------------- | ------ | ----------------- | ------ | ------ | ------- |
| 1. Platz            |                 |                 |                 |                 |                 |                      |        |                   |        |        |         |
| 2. Platz            |                 | 1               |                 |                 |                 | 3                    |        |                   | 4      |        | 1       |
| 3. Platz            |                 |                 |                 |                 |                 | 2                    |        |                   | 2      |        | 3       |
| Top 10              | 1               | 3               |                 | 2               |                 | 12                   |        | 2                 | 20     | 2      | 9       |
| Punkteränge         | 10              | 32              | 7               | 4               |                 | 32                   | 3      | 12                | 100    | 2      | 11      |
| Starts              | 21              | 53              | 8               | 8               |                 | 44                   | 39     | 19                | 192    | 2      | 11      |
| Stand: Karriereende |                 |                 |                 |                 |                 |                      |        |                   |        |        |         |

### Weltcup-Gesamtplatzierungen
| Saison  | Gesamt | Gesamt | Distanz | Distanz | Sprint | Sprint |
| Saison  | Punkte | Platz  | Punkte  | Platz   | Punkte | Platz  |
| ------- | ------ | ------ | ------- | ------- | ------ | ------ |
| 2008/09 | 7      | 106.   | 7       | 79.     | -      | -      |
| 2009/10 | -      | -      | -       | -       | -      | -      |
| 2010/11 | 22     | 81.    | 22      | 59.     | -      | -      |
| 2011/12 | 183    | 42.    | 129     | 28.     | -      | -      |
| 2012/13 | 410    | 20     | 282     | 15.     | 6      | 71.    |
| 2013/14 | 395    | 17.    | 207     | 15.     | 16     | 62.    |
| 2014/15 | 544    | 10.    | 360     | 7.      | -      | -      |
| 2015/16 | 184    | 33.    | 136     | 28.     | -      | -      |
| 2016/17 | 275    | 28.    | 197     | 22.     | 6      | 75.    |
| 2017/18 | 112    | 52.    | 52      | 44.     | -      | -      |